# Libra (viktmått)
Libra var ett viktmått i romarriket, motsvarande det grekisk-sicilianska viktsystemets litra.
Libran har haft flera olika bestämningar. Som myntvikt fanns två olika libra, en lättare och en tyngre, där den lättare motsvarade 5/6 av den tyngre. Den tyngre har traditionellt ansetts motsvara 327,45 gram, även om den i praktiken varierade betydligt.
Den tyngre libran indelades i 12 unicæ (uns) och 288 scripula (skrupel). Libran övertogs efter romarrikets fall av det äldre medeltida viktsystemet men ersattes efterhand av markpundet.
Symbolen för libra övertogs senare av skålpundet, det brittiska poundet, och den det brittiska pundet.